# توفوگلیفلوزین
توفوگلیفلوزین (انگلیسی: Tofogliflozin) یک داروی آزمایشی برای درمان دیابت است. این دارو یک مهارکننده زیرگروه ۲ پروتئین انتقال سدیم-گلوکز (SGLT2) است که مسئول دست کم ۹۰ درصد بازجذب گلوکز در کلیه است.